# Agylla nitidalis
Agylla nitidalis är en fjärilsart som beskrevs av J. Peter Maassen. Agylla nitidalis ingår i släktet Agylla och familjen björnspinnare. Inga underarter finns listade i Catalogue of Life.